# Dorfkirche Grütz

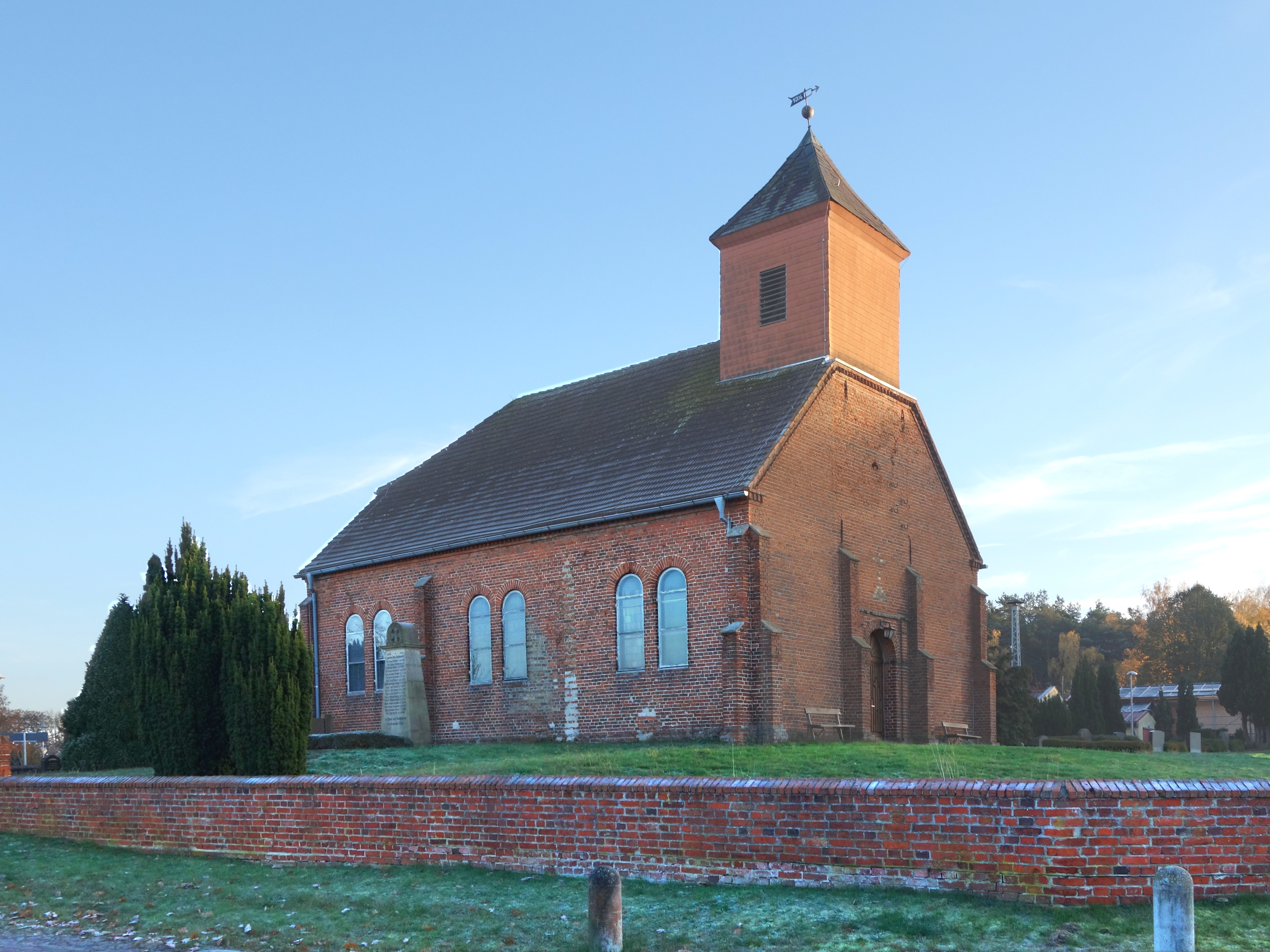
Nordwestansicht

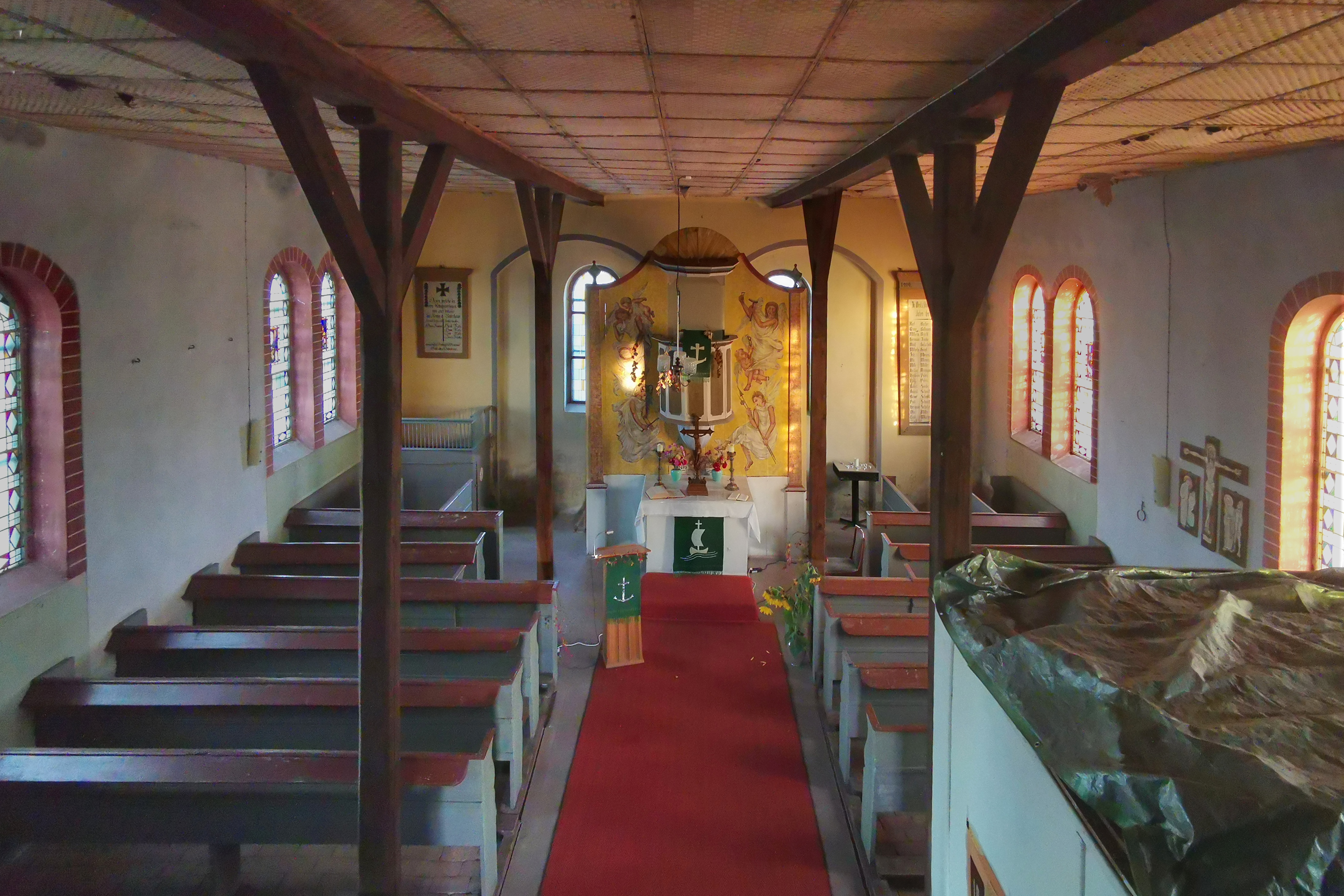
Innenansicht

Die Dorfkirche Grütz ist eine Saalkirche im Ortsteil Grütz der Stadt Rathenow im Landkreis Havelland des Landes Brandenburg. Sie wurde 1806 errichtet und in der zweiten Hälfte des 19. Jahrhunderts umgebaut. Das Gebäude ist ein einschiffiger Backsteinbau mit Krüppelwalmdach. Licht fällt durch je dreimal zwei Rundbogenfenster in den Seitenwänden und zwei Fenster in der Ostwand ins Innere des Raums. Der Kirchturm ist als Dachreiter über der Westfassade in das Dach eingefügt.